# Rocca Pia
Rocca Pia ist eine Gemeinde (comune) in der Provinz L’Aquila in der Region Abruzzen in Italien mit (Stand 31. Dezember 2023) 178 Einwohnern. Die Gemeinde liegt etwa 67 Kilometer südöstlich von L’Aquila am Nationalpark Majella und gehört zur Comunità Montana Alto Sangro e Altopiano delle Cinque Miglia.

## Verkehr
Durch die Gemeinde führt die frühere Strada Statale 17 dell'Appennino Abruzzese e del Appulo Sannitico (heute eine Regionalstraße) von Antrodoco nach Foggia.
Bei Rocca Pia befindet sich ein Flugplatz für die Allgemeine Luftfahrt.